# Братья Баташёвы
Баташёвы — русские оружейники, купцы, промышленники, заводчики, помещики, меценаты.

## История рода
Основателем данной династии считается тульский Оружейной слободы купец и промышленник Иван Тимофеевич Баташёв (ум. 1734) — устроитель заводов в Туле, Липецке и Олонце. В Туле неподалёку от завода находилась усадьба Баташёвых (не сохранилась до наших дней). Недалеко от усадьбы на берегах реки Тулицы был разбит сад из двух частей, остатки которого в настоящее время известны как Баташёвский сад.
Дело в Туле продолжили его сыновья Александр (ум. 1740) и Родион (ум. 1754) — тульские железных заводов промышленники, а затем и внук, Андрей (Родионович).
Братья Баташёвы и их потомки известны своими заводами в Выксе, Сноведи, Сынтуле и Гусе-Железном, Унженским (в селе Ермолово), Верхне-Унженским и другими. Братья Баташёвы: Андрей (1724 — 19 декабря 1799) и Иван (15 августа 1732 — 28 января 1821) Родионовичи — крупнейшие сталепромышленники, основатели и владельцы полутора десятков заводов. Славились своим чугуном, являлись поставщиками оружия Адмиралтейств-коллегии. В начале 1783 года получили дворянство, в конце того же года осуществили раздел своего имущества. 

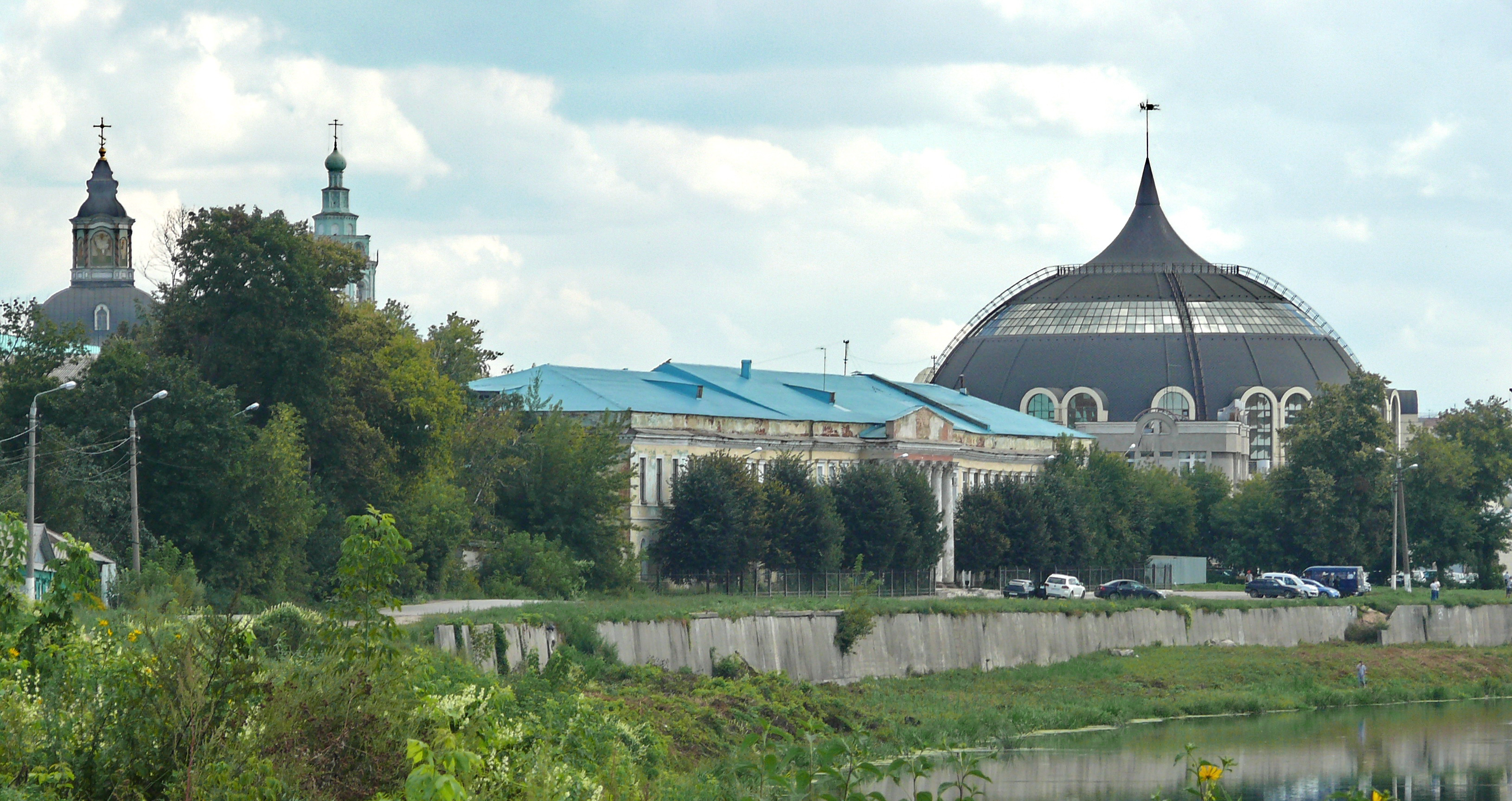
Дом Андрея Родионовича Баташёва в Туле

С именем братьев Баташёвых (больше об Андрее Родионовиче, его суровом нраве) связано множество легенд, как в Выксе, так и в Гусе-Железном, например, легенда о подземном ходе, фальшивомонетничестве.
Андрей Родионович был старообрядцем. Мельников-Печерский в своём романе «В лесах» описал, в том числе, и братьев Баташёвых. Герои романа «Владимирские мономахи» графа Салиаса тоже списаны с братьев.
В Выксе Баташёвы выстроили, кроме завода, большую известную усадьбу, Рождественскую церковь и плотину (признаны Памятниками архитектуры Федерального значения).
В Гусе-Железном поражала своей роскошью усадьба с парком и оранжереей, не сохранившиеся до наших дней, и Троицкая церковь в готическом стиле. Поговаривали, что Андрей Родионович был масоном.
Усадебный дом Баташёва на Яузской улице, в Москве — яркий памятник московского зодчества эпохи классицизма, c 1878 — Яузская больница, ныне здесь московская городская больница № 23.
В 1812 году именно этот дом был выбран Иоахимом Мюратом для своей штаб-квартиры, но, пробыв там один день, маршал отбыл по другому адресу. После ухода французов из Москвы дом-дворец на Швивой горке был отделан заново с соответствующей роскошью — затрачено более 300 тыс. рублей (скульптор — Иван Витали). На время коронации Николая I дворец был нанят за 65 тыс. рублей для герцога Девонширского, английского посла.
18 января 1783 года Екатерина II подписала Указ о восстановлении братьев Андрея и Ивана Баташёвых во дворянстве (Пятая часть дворянской книги, затем — позднее — Шестая часть дворянской книги Нижегородской губернии) В начале XIX века герб Баташёвых (в синем поле скачущий вправо единорог) изображался на водяных знаках бумаги, которая производилась на их фабрике в селе Копнино Московского уезда.
В 2001 году в Выксе был установлен памятник братьям Баташёвым (скульптор — Вячеслав Клыков).

## Наиболее известные продолжатели рода
от Андрея Родионовича:

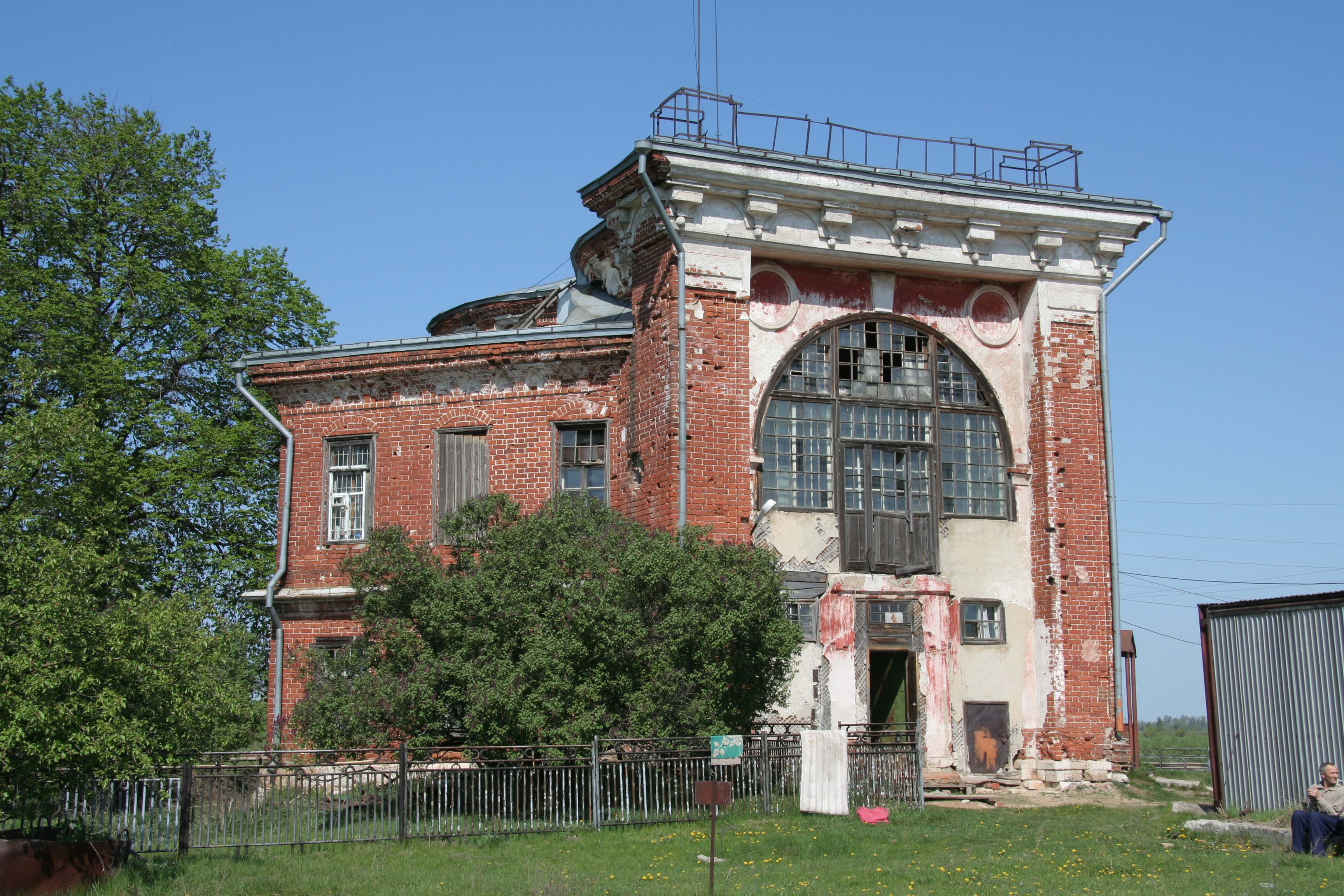
Охотничий домик Баташёвых в селе Досчатое под Выксой

- сын Баташёв Андрей Андреевич (Чёрный) (1746 или 1756—1816) — коллежский асессор, отставной поручик[9].
- внук Баташёв Си́ла Андреевич (1794—1838) — лейб-гвардии полковник, в его доме у Прачечного моста на Дворцовой набережной с 1834 по 1836 (до переезда на Мойку) жила семья А. С. Пушкина[10][11][12][13]. Похоронен на Лазаревском кладбище Александро-Невской Лавры[14].
- сын Баташёв Иван Андреевич (1790?—1845) — участник и жертва т. н. «Дела Баташёва»[15][16]
- внук Баташёв Мануил (Эммануил) Иванович (1840—1910) — продолжатель дела, заводовладелец, металлург и изобретатель[17].

В 1875 на заводе Мануила Ивановича была построена регенеративная пудлинговая печь с двумя рабочими пространствами — наиболее совершенная для того времени.
от Ивана Родионовича:
Вторая супруга Баташёва (с 1782 г.) Елизавета Осиповна (урождённая Москвина) (1759—1833) — дочь купца 1-й гильдии О. Я. Москвина. Основала усадьбу в подмосковной Ивантеевке. Поставила там церковь (1808) Иоанна Предтечи (по проекту архитектора Алексея Никитича Бакарева, ученика М. Ф. Казакова). В храме находится чудотворная икона Почаевской Божьей матери.
В Ивантеевке Елизавета Осиповна владела полотняной и бумажной фабриками.
В соседнем селе Богослово она обустроила усадьбу и заложила обширный парк, аллеи высоких деревьев которого хорошо видны и сегодня.
Сын от первого брака — Иван Иванович Баташёв, женат (с 4 сентября 1788 года) на Федосье Петровне Резвой, дочери купца Петра Терентьевича Резвого и сестре Д. П. Резвого.
Внучка Баташёва Дарья Ивановна (1793—1818), в замужестве — c 1807 за Дмитрием Шепелевым, с 1821 г. владельцем Выксунского и Сноведского заводов с окрестностями.

## Документальные фильмы
- Документальный фильм из цикла «Провинциальные музеи России». Канал Культура, 2009.
- «Облюбование Москвы. Дом Баташёва», 00:13:00 на YouTube — авторская программа Рустама Рахматуллина.
- «Искатели — Железный король России», 2013 год
- «Железная роза Ивана Баташёва", 2020 год — фильм из цикла «Соль земли» Людмилы Гладунко и Бориса Токарева (кинокомпания «Дебют»)